# 사이드 바이 사이드 (영화)
사이드 바이 사이드(Side by Side)는 미국에서 제작된 크리스토퍼 케닐리 감독의 2012년 다큐멘터리 영화이다. 마틴 스코세이지 등이 주연으로 출연하였다.

## 줄거리
이 다큐멘터리는 디지털 및 광화학 필름 제작의 역사, 과정 및 워크플로우를 조사한다. 영화와 디지털로 예술가와 영화 제작자들이 무엇을 이룰 수 있었는지, 그리고 그들의 필요와 혁신이 영화 제작을 새로운 방향으로 나아가게 하는 데 어떻게 도움이 되었는지 보여준다. 감독, 컬러리스트, 과학자, 엔지니어, 예술가들과의 인터뷰는 영화 및 디지털 미디어 작업에 대한 그들의 경험과 감정을 드러낸다.

## 출연

### 주연
- 마틴 스코세이지
- 데이빗 핀처
- 키아누 리브스
- 마이클 볼하우스
- 제임스 카메론
- 레나 던햄
- 그레타 거윅
- 리처드 링클레이터
- 조지 루카스
- 크리스토퍼 놀란
- 월리 피스터
- 로버트 로드리게즈

## 제작진
- 프로듀서: 키아누 리브스